# Nadejda (satellite)
Pour les articles homonymes, voir Nadejda.
Nadejda (en russe Надежда, « Espérance ») était un système de navigation par satellite soviétique puis russe qui constitue une sous-série des satellites Tsikada se différenciant par l'ajout d'un récepteur Cospas-Sarsat destiné au sauvetage en mer.

## Historique
Le 6 mai 1977, les États-Unis et l'Union soviétique signent le traité Cospas-Sarsat portant sur l'installation à bord de leurs satellites de récepteurs de messages de détresse permettant de traiter aussi bien les signaux émis par le système SARSAT développé par les pays occidentaux que ceux émis par le système soviétique Cospas. Le 23 novembre 1979, les deux pays ainsi que la France et le Canada signent un accord pour l'implémentation du système. Dans ce but, l'Union soviétique choisit de placer des récepteurs Cospas-Sarsat à bord de ses satellites de navigation Tsikada utilisés par la marine marchande soviétique pour déterminer la position des navires. Par leurs caractéristiques, ceux-ci permettent de localiser avec une plus grande précision la position de la balise à l'origine du message de détresse. Celui-ci peut être émis dans deux longueurs d'onde. La précision de la localisation est de 3 kilomètres à 400 MHz et de 20 km en cas d'utilisation de la fréquence 121,5 MHz. Les satellites Tsikada ainsi équipés sont baptisés Nadejda. Les satellites ont été conçus et fabriqués par NPO PM.

## Caractéristiques techniques
Chaque satellite, d'une masse d'environ 820 kg, a la forme d'un cylindre de 3 mètres de haut et de 2,04 m de diamètre prolongé par plusieurs antennes. La plateforme cylindrique de type Kaur-1 est spinnée et recouverte de cellules solaires qui produisent en moyenne 200 watts. Le satellite est stabilisé par gradient de gravité. Les équipements sont placés dans un compartiment hermétique. La durée de vie d'un satellite est comprise entre 18 et 24 mois.

## Historique des lancements
Le premier satellite Nadejda est placé en orbite 1982. 10 satellites sont lancés entre 1982 et 2002. Le dernier satellite de la série, rebaptisé Nadejda-M, emporte un nouveau récepteur de messages de détresse RK-SM,. 
À compter des années 2000, il était prévu que la fonction sauvetage soit reprise par les micro-satellites Sterkh beaucoup plus petits (160 kg) car ne reprenant pas la fonction de navigation des Nadejda, désormais assurée par les GLONASS. Cependant, les deux satellites de ce type lancés en 2009 tombent en panne avant même d'entrer en service et le programme Sterkh est annulé.  
Tous les satellites Nadejda sont placés en orbite par un lanceur Cosmos-3M décollant de Plessetsk,.
| Date de lancement | Désignation | Identifiant COSPAR | Notes                   |
| ----------------- | ----------- | ------------------ | ----------------------- |
| 29 juin 1982      | Cosmos 1383 | 1982-066A          |                         |
| 24 mars 1983      | Cosmos 1447 | 1983-021A          |                         |
| 21 juin 1984      | Cosmos 1574 | 1984-062A          |                         |
| 4 juillet 1989    | Nadejda 1   | 1989-050A          |                         |
| 27 février 1990   | Nadejda 2   | 1990-017A          |                         |
| 12 mars 1991      | Nadejda 3   | 1991-019A          |                         |
| 14 juillet 1994   | Nadejda 4   | 1994-041A          |                         |
| 10 décembre 1998  | Nadejda 5   | 1998-072A          | avec Astrid-2           |
| 28 juin 2000      | Nadejda 6   | 2000-033A          | avec Tsinghua 1, SNAP 1 |
| 26 septembre 2002 | Nadejda 7   | 2002-046A          | Nadejda-M               |